# 327. Infanterie-Division (Wehrmacht)
Die 327. Infanterie-Division war ein Großverband des Heeres der deutschen Wehrmacht im Zweiten Weltkrieg.

## Geschichte

### Aufstellung
Die 327. ID wurde im November 1940 als bodenständige Division der 13. Aufstellungswelle im Wehrkreis XVII (Wien) aufgestellt. 

### Atlantikwall
Anfänglich wurde sie im besetzten Frankreich zur Küstensicherung in der Bretagne eingesetzt. 

### Verlegung an die Ostfront
Anfang 1943 wurde sie an die Ostfront verlegt und kämpfte bei Kursk, Kiew und Schitomir. 

### Vernichtung
Im Juli 1943 wurde sie der Heeresgruppe Nordukraine unterstellt, in eine Volldivision umgewandelt und im November 1943 nach schweren Verlusten aufgelöst. 

### Verwendung der Reste der Division
Die Reste wurden in die 340. Infanterie-Division eingegliedert.

## Personen
| Dienstzeit                         | Dienstgrad      | Name              |
| ---------------------------------- | --------------- | ----------------- |
| 15. November 1940 bis Oktober 1942 | Generalleutnant | Wilhelm Rupprecht |
| Oktober bis 30. Oktober 1942       | Generalmajor    | Theodor Fischer   |
| 30. Oktober 1942 bis August 1943   | Generalleutnant | Rudolf Friedrich  |
| August 1943 bis unbekannt          | Oberst          | Walter Lange      |

Als Angehöriger der Infanterie-Regiment 595 wurde der Gefreite Alois Kilian Hetterich im Minsker Prozess zu Zwangsarbeit verurteilt. Dies erfolgte aufgrund von Beteiligungstatbeständen bei der Ermordung von russischen Zivilisten zwischen Januar 1943 und seiner Kriegsgefangenschaft im Februar 1943.

## Gliederung
- Infanterie-Regiment 595
- Infanterie-Regiment 596
- Infanterie-Regiment 597
- Artillerie-Regiment 327
- Pionier-Bataillon 327
- Feldersatz-Bataillon 327
- Panzerjäger-Abteilung 327
- Radfahr-Abteilung 327
- Nachrichten-Abteilung 327
- Nachschubstruppen 327